# 藤川清彦
藤川 清彦（ふじかわ きよひこ、1958年10月27日 - ）は、日本の元俳優。
身長175cm。本名は同じ。

## 来歴
東京都板橋区出身。東京都立淵江高等学校卒業。兄が居る。高校卒業後は、古書店などでアルバイト生活をしながらアマチュアロックバンドで活動。
1981年5月、丹波哲郎主宰の俳優養成所「丹波道場」に第1期生として入所。そこで『Gメン'75』のプロデューサーを務めた東映の近藤照男に見出されてスカウトされ、同作で本格デビュー。Gメン'75で1981年10月10日放送の第331話「新GメンVSニセ白バイ軍団」から1982年4月3日放送の最終回「サヨナラGメン'75また逢う日まで」（※独立した近藤プロの初作品）まで古田刑事として、一緒にレギュラーとなる谷村昌彦と共にレギュラーとなり、風間大地刑事を演じた。
後述の息子でYouTuberのぎこちゃんの動画によれば、芸能界引退後は警備員の仕事をしていたという。

## 出演
- Gメン'75　第331話「新Gメン対ニセ白バイ軍団」−第355話「サヨナラGメン75また逢う日まで」（1981年10月10日−1982年4月3日）−風間大地刑事

## 人物
趣味はラグビー、水泳、球技（1981年当時公表のプロフィールより）。高校時代はラグビーをやっていた。
俳優として活動していた当時、黒澤明監督作品の映画が好きであることを公言していた。

## 家族
UUUM所属のYouTuber「ぎこちゃん」は実子。「Gメンの息子なのでGこ（ぎこ）ちゃん」だとしている。